# Журавка (приток Полной)
Жура́вка или Мо́края Жура́вка — река в Ростовской области России, левый приток реки Полной (бассейн Дона). Длина 19 км, площадь водосборного бассейна 89,3 км². На реке сооружены пруды.

## География
Журавка берёт начало у хутора Зелёная Роща Миллеровского района Ростовской области. Высота истока — 195 м над уровнем моря. Течёт на юго-юго-запад до хутора Тернового, где поворачивает на запад. Впадает в реку Полную, в 49 км от её устья, у хутора Журавка. Протекает по территории Миллеровского района Ростовской области.

## История
Река упоминается в Статистическом описании земли Донских Казаков, составленном в 1822—32 годах:

Речки, сообщающие воды Северскому Донцу: с левой стороны: 9) Деркуль, в который впадают Полная и Прогной; первая принимает в себя Рогалик, Нагольную, Камышную и Журавку.
— Глава III. Воды

## Бассейн
- Журавка
  - б. Журавка — (л)

## Населённые пункты
- х. Зелёная Роща
- х. Треневка
- х. Кринички
- х. Дудки
- х. Терновой
- пос. Долотинка
- х. Журавка